# 1808 (livro)
1808 - Como uma rainha louca, um príncipe medroso e uma corte corrupta enganaram Napoleão e mudaram a História de Portugal e do Brasil é um livro de história do Brasil e Portugal escrito por Laurentino Gomes e publicado em 2008 sobre a transferência da corte portuguesa para o Brasil, ocorrida em 1808.
Em 2008, 1808 recebeu o prêmio de melhor Livro de Ensaio da Academia Brasileira de Letras e o Prêmio Jabuti de Literatura na categoria de livro-reportagem e de livro do ano de não-ficção.
Em suas edições, publicadas pela Editora Planeta do Brasil, o livro conta com o selo de apoio da comissão "200 anos Portugal-Brasil", uma marca simbólica que celebra a relação histórica entre os dois países.

## Personagens
- D. Maria de Portugal  (a Rainha louca): Rainha de Portugal desde 1777, porém, devido a problemas de saúde, a regência do Reino é assumida por seu herdeiro, Dom João. Foi alcunhada de Maria, a Louca por conta das célebres crises de alucinação em público. Extremamente católica, assim como toda a Família Real, Maria I chegou ao Brasil em 1808 contra a própria vontade. Inúmeros são os relatos de sentimento de estranheza por parte dos brasileiros à Rainha.

- D. João VI (o príncipe Medroso): Dom João assumiu a regência do Reino no lugar da mãe, Dona Maria, que padecia de problemas psiquiátricos. Em meio às crises conjugais com a esposa, Carlota Joaquina, (resultado de um casamento que revela-se meramente político) Dom João tem o desafio de transferir a Coroa para os Trópicos e mantê-la estável e assegurar o domínio sobre a nobreza.

- Napoleão Bonaparte: O "Vendaval que varreu a Europa", Napoleão Bonaparte subjugou grande parte do "Velho Continente" durante seu temido reinado. O ex-general, ao decretar o Bloqueio comercial à Inglaterra, impulsionou a transferência da Corte para o Brasil.

- Carlota Joaquina: Mulher de D. João. Casaram-se por interesse de suas famílias. Tinha a fama de ser muito feia, possuía um gênio muito forte e pretendia sempre impor suas vontade

## Enredo
Tudo começa quando Napoleão Bonaparte declara o Bloqueio Continental, o qual nenhum país europeu poderia comercializar com a Inglaterra. Desobedecendo a esse bloqueio, Portugal decide continuar comercializando com a mesma.
Quando Napoleão estava pronto para atacar Portugal, a família real e grande parte da nobreza decide fugir para o Brasil (sua maior colônia) com a proteção da marinha inglesa. Levam consigo todas as riquezas portuguesas com eles (deixando o povo totalmente indefeso e abandonado).  A fuga da família real para o Brasil refletiu no processo de independência do país.
A viagem foi complicada. Estavam em navios veleiros e quase não chegaram ao Brasil, passando meses em alto mar. O estoque de comida e bebidas estava chegando ao fim e havia ratos e baratas nos navios causados pela falta de higiene e transmitiram doenças.
Em 1808, a corte chegou ao porto de Salvador. Os navios foram abastecidos, permitindo a continuação da viagem rumo ao Rio de Janeiro.  D. João anunciou a Abertura dos Portos em Salvador, acabando com o Pacto Colonial.
Em 7 de Março de 1808 a corte chegou na baía de Guanabara, no Rio de Janeiro, porém o desembarque ocorreu somente no dia seguinte. Os brasileiros, que esperavam ansiosamente pela corte, ficaram decepcionados ao vê-los em uma situação precária: D. João era um homem muito gordo e se cansava rapidamente, o príncipe era medroso, Carlota Joaquina era uma mulher feia e a Rainha Maria I era louca.
Nesta época, o Rio de Janeiro era uma cidade muito suja, infestada de ratos. Os problemas eram a umidade, a sujeira e a falta de bons modos dos moradores. Como diz no livro "A limpeza da cidade estava confinada aos urubus". Era uma cidade barulhenta e movimentada, com grande quantidade de negros, os escravos dominavam a paisagem nos feriados e nos fins de semana.
No Brasil, surgiu uma forma de escravidão chamada "sistema de ganho", o qual aqueles escravos que, após fazerem as atividades nas casas dos senhores, iam para a rua em busca de atividade suplementar. Eles faziam de tudo: buscavam água, removiam lixo, traziam recado...
No Rio de Janeiro não havia médicos formados e tinha muita doença, então, a chegada da família real trouxe muitos benefícios à cidade, o saneamento, a saúde, a arquitetura, a cultura, entre outros.
Príncipe regente e depois rei do Brasil, D. João tinha medo de siris, caranguejos e trovoadas. Durante tempestades no Rio de Janeiro, ficava escondido em seus aposentos. Quando foi picado por um carrapato, ao inflamar ficou com febre e o médico recomendou um banho de mar, D. João, com medo de caranguejos, mandou encherem uma banheira com água do mar.
Quando a corte chegou ao Brasil, estava falida e necessitada. Atravessaram entre 10 mil e 15 mil portugueses com D. João. Era uma corte cara, que gastava sem controle e sem juízo. Mas onde se acha tanto dinheiro para bancar tanta gente? Primeiramente foi feito um empréstimo na Inglaterra de 600 mil libras esterlinas. Esse dinheiro foi gasto com a viagem e gasto com a corte ao chegar no Rio de Janeiro. Dívida que seria deixada ao Brasil depois da Independência. Outra medida foi a criação de um banco estatal para emitir moeda, o Banco do Brasil.
D. João precisava do apoio financeiro e político da elite rica. Para consegui-la iniciou uma farta distribuição de honrarias e títulos de nobreza. Parte da nobreza se tornou acionista do Banco do Brasil e foi criada no Brasil por D. Pedro. De festas, musicais, cerimônias, nada se comparava ao beija-mão. Era o momento o qual do qual o rei e a família real abriam o palácio para que os súditos beijassem suas mãos, prestassem suas homenagens e fizessem qualquer pedido ou reclamação.
Em 1810, D. João  assinou um tratado especial com o governo inglês que concebia a abertura dos portos ao Brasil, ou seja, o fim do pacto colonial. Com a abertura dos portos, dava vantagens à entrada de produtos ingleses no Brasil. Chegava de tudo, até patins de gelo, pesadas mantas de lã. Isso se dava pelo fato do Bloqueio Continental. Já que a Inglaterra não poderia comercializar com os outros países, despachava tudo no Brasil.
No dia 10 de março de 1808, D. João dava início a uma reforma no Brasil, que criaria estradas, escolas, fábricas... O território do Uruguai que estava sendo ocupado por D. Pedro desde 1817, se tornou independente em 1828.
Viana, novo agente civilizador do Rio de Janeiro determinou que as janelas das casas que antes eram de madeiras, passariam a ser vidraças.
No começo do século XIX, a colônia brasileira era o último grande pedaço habitado do planeta ainda inexplorado pelos europeus que não fossem portugueses.
Entre 1807 e 1814, Portugal e Espanha foram para Napoleão o que o Vietnã seria para os Estados Unidos. Anos depois, quando Napoleão estava exilado na ilha de Santa Helena, este registrara em suas memórias: "Foi (a guerra espanhola) o que me destruiu. Todos os meus desastres tiveram origem nessa só fatal.
Por fim, o ano de 1818 é considerado o mais feliz de toda a temporada de D. João VI no Brasil, o Reino estava em paz e a ameaça de Napoleão tornara-se apenas uma memória distante. Mas durou pouco tempo, Portugal, abandonado, se revolta, reivindicando a volta de D. João. Disposto a voltar, D. João deixa seu filho, Pedro de Alcântara, para futuramente governar o país. D. João perdeu o Brasil para sempre, a prova disso foi a Independência em 1822.